# Păltiniș, Botoșani
Păltiniș là một xã thuộc hạt Botoșani, România. Dân số thời điểm năm 2002 là 3322 người.